# Fernando Gutiérrez Barrios

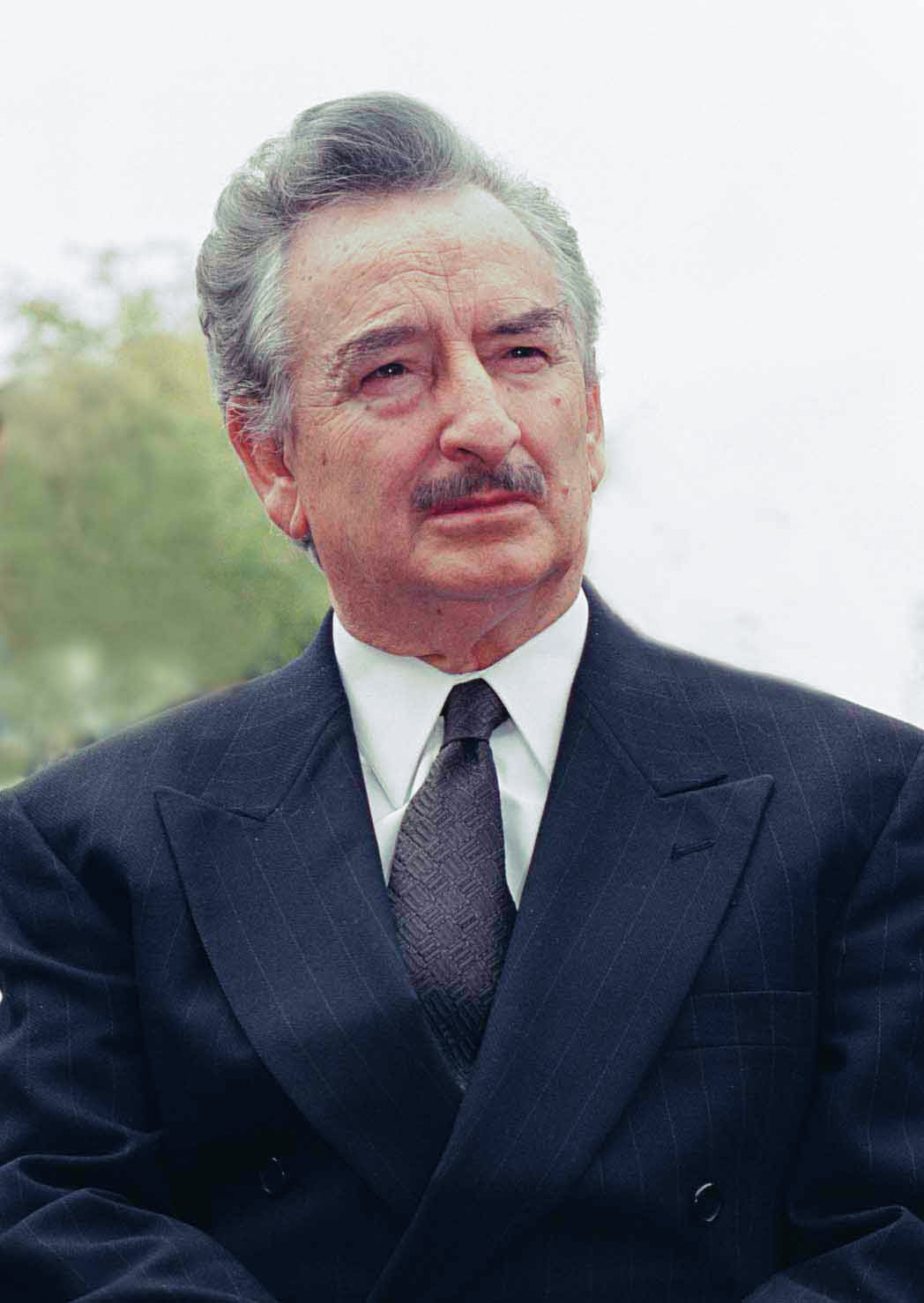
Fernando Gutiérrez Barrios (1998)

Fernando Gutiérrez Barrios (* 26. Oktober 1927 in Veracruz; † 30. Oktober 2000 in Mexiko-Stadt) war ein mexikanischer Politiker.

## Biografie
Nach dem Eintritt in die Streitkräfte (Ejército Mexicano) und dem Abschluss der Militärakademie (Colégio Militar) 1947 trat er in den Polizeidienst und wurde 1950 Mitglied der regierenden Partei Partido Revolucionario Institucional (PRI).
Anfang der 1950er Jahre wurde er zum Hauptmann befördert und trat 1955 in den Dienst des Direktoriums für Bundessicherheit (Dirección Federal de Seguridad, DFS), einer Behörde der Bundespolizei des Innenministeriums, die bekannt war für die Festnahme, Folterung und Ermordung von Regierungsgegnern. Zu dieser Zeit war er verantwortlich für die militärische Ausbildung von Fidel Castro, als dieser sich in Mexiko im Exil befand. 1964 wurde er Direktor der DFS und behielt dieses Amt bis 1970. Während seiner Amtszeit wurden vermutlich Dutzende Aktivisten der Opposition ermordet. In dieser Funktion war er auch mitverantwortlich für das Massaker von Tlatelolco am 2. Oktober 1968, als auf dem Höhepunkt der Studentenproteste von der „Batallón Olimpia“ an rund 250 Studenten in dem Stadtteil Tlatelolco in Mexiko-Stadt ein Massaker verübt wurde.
Gutiérrez war anschließend in den Regierungen der Präsidenten Luis Echeverría Álvarez und José López Portillo von 1970 bis 1982 Vizeinnenminister (Subsecretaría de Gobierno). Auch in dieser Zeit war er verantwortlich für Repressionsmaßnahmen gegen Guerillas und Bauernbewegungen.
Zwischen 1986 und 1988 war er Gouverneur des Bundesstaates Veracruz. 1988 wurde er schließlich von Präsident Carlos Salinas de Gortari selbst zum Innenminister (Secretarío de Gobernación) ernannt und nahm damit fast während der gesamten Amtszeit des Präsidenten bis 1993 neben diesem das zweithöchste Amt der Regierung wahr.
Nach seinem Ausscheiden aus der Regierung kandidierte er für die PRI für einen Sitz im Senat des Kongresses und gehörte diesem bis zu seinem Tode an.